# Сан-Николао
Сан-Николао (фр. San-Nicolao, корс. San Niculaiu) — коммуна во Франции, находится в регионе Корсика. Департамент коммуны — Верхняя Корсика. Административный центр кантона Кастаньичча. Округ коммуны — Бастия.
Код INSEE коммуны — 2B313.

## Население
Население коммуны на 2008 год составляло 1543 человека.
| 1962 | 1968 | 1975 | 1982 | 1990 | 1999 | 2008 |
| ---- | ---- | ---- | ---- | ---- | ---- | ---- |
| 573  | 682  | 731  | 867  | 1061 | 1316 | 1543 |

## Экономика
В 2007 году среди 944 человек в трудоспособном возрасте (15—64 лет) 619 были экономически активными, 325 — неактивными (показатель активности — 65,6 %, в 1999 году было 53,1 %). Из 619 активных работали 517 человек (302 мужчины и 215 женщин), безработных было 102 (45 мужчин и 57 женщин). Среди 325 неактивных 64 человек были учениками или студентами, 96 — пенсионерами, 165 были неактивными по другим причинам.